# Nederlands kampioenschap schaatsen sprint 1981
Het Nederlands kampioenschap sprint 1981 (voor mannen) was de twaalfde editie van dit schaatsevenement dat over de sprintvierkamp (2x 500, 2x 1000 meter) werd verreden. Het vond plaats in het weekend van 10 en 11 januari op de onoverdekte ijsbaan van het IJsstadion Drenthe in Assen, tegelijkertijd met de Nederlandse kampioenschappen schaatsen allround 1981 (voor mannen en vrouwen). De kampioenschappen trokken elfduizend toeschouwers naar de ijsbaan.
Er nam een recordaantal van zestien deelnemers deel, twee meer dan aan het kampioenschap in 1979, waaronder zes debutanten. Lieuwe de Boer behaalde na zijn derde plaats in 1978 en tweede plaatsen in 1979 en 1980 deze editie de titel. Op plaats twee eindigde Sies Uilkema die hiermee bij zijn vijfde deelname zijn tweede podiumplaats behaalde, bij zijn debuut in 1977 werd hij ook tweede. Titelhouder Jan van de Roemer eindigde dit jaar op plaats drie.
De sprinters De Boer, Ron Ket en Jan Ykema en allroundkampioen Hilbert van der Duim vormden het kwartet dat namens Nederland deelnam aan de Wereldkampioenschappen schaatsen sprint 1981 (21 en 22 februari) op de onoverdekte ijsbaan in Grenoble, Frankrijk. Ykema verving als aangewezen reserve Sies Uilkema die tijdens een trainingssessie op de ijsbaan van Davos geblesseerd raakte.

## Uitslagen
Afstandmedailles
| Afstand  | 1e             | 2e             | 3e                |
| -------- | -------------- | -------------- | ----------------- |
| 1e 500m  | Lieuwe de Boer | Sies Uilkema   | Piet de Boer      |
| 1e 1000m | Sies Uilkema   | Miel Govaert   | Lieuwe de Boer    |
| 2e 500m  | Lieuwe de Boer | Sies Uilkema   | Jan van de Roemer |
| 2e 1000m | Sies Uilkema   | Lieuwe de Boer | Jan van de Roemer |

Eindklassement
| Rang   | Schaatser         | Punten         | 500m            | 1000m          | 500m             | 1000m           |
| ------ | ----------------- | -------------- | --------------- | -------------- | ---------------- | --------------- |
| Goud   | Lieuwe de Boer    | 157.420 BR, CR | 1.38,91 (1) BR  | 1.20,26 (3)    | 38,58 (1) BR, CR | 1.19,60 (2)     |
| Zilver | Sies Uilkema      | 158.510        | 1.39,61 (2)     | 1.19,52 (1) BR | 39,42 (2)        | 1.19,44 (1) BR  |
| Brons  | Jan van de Roemer | 160.320        | 1.40,17 (5)     | 1.20,92 (5)    | 39,88 (3)        | 1.19,62 (3)     |
| 4      | Ron Ket           | 161.050        | 1.40,37 (8)     | 1.21,81 (7)    | 39,89 (4)        | 1.19,77 (4)     |
| 5      | Jan Ykema         | 161.650        | 1.40,15 (4)     | 1.21,36 (6)    | 40,38 (8)        | 1.20,88 (7)     |
| 6      | Miel Govaert      | 161.695        | 1.40,26 (7)     | 1.20,20 (2)    | 40,95 (14)       | 1.20,77 (6)     |
| 7      | Geert Kuiper      | 162.025        | 1.40,21 (6)     | 1.22,30 (9)    | 40,05 (5)        | 1.21,23 (9)     |
| 8      | Roy Riechelmann   | 162.405 pr     | 1.40,78 (12)    | 1.20,88 (4) pr | 40,58 (10) pr    | 1.21.21 (8)     |
| 9      | Piet de Boer      | 162.790        | 1.39,87 (3)     | 1.22,67 (10)   | 40,32 (7)        | 1.22,53 (10)    |
| 10     | Roelof Schuiling  | 164.110 pr     | 1.40,53 (10) pr | 1.23,09 (11)   | 40,71 (12)       | 1.22,65 (11) pr |
| 11     | Hans Janssen      | 164.650        | 1.40,89 (13)    | 1.22,27 (8)    | 40,81 (13)       | 1.23,63 (13)    |
| 12     | Peter Boogers     | 164.765 pr     | 1.40,73 (11)    | 1.24,02 (13)   | 40,41 (9)        | 1.23,23 (12)    |
| 13     | Henk Hospes       | 167.170        | 1.41,52 (14)    | 1.25,92 (15)   | 40,59 (11)       | 1.24,12 (14)    |
| 14     | Ronald Westra     | 169.040        | 1.42,03 (15)    | 1.25,59 (14)   | 41,75 (16)       | 1.24,93 (16)    |
| 15     | Bert de Jong      | 178.305        | 1.40,45 (9)     | 1.54,92 (16) * | 40,21 (6)        | 1.20,37 (5)     |
| 16     | Jans Oosting      | 219.470        | 1.33,90 (16) *  | 1.23,95 (12)   | 41,53 (15)       | 1.24,13 (15)    |

BR = baanrecord
CR = kampioenschapsrecord
pr = persoonlijk record
* = met val